# Замок Монтемор-у-Нову
Замок Монтемор-у-Нову (порт. Castelo de Montemor-o-Novo) — средневековый замок во фрегезии Носса-Сеньора-да-Вила города Монтемор-у-Нову округа Эвора Португалии. Занимал доминирующее положение на высоком холме над местностью. Считается, что здесь Васку да Гама завершил составление плана путешествия в Индию.

## История
Освоение человеком данного региона восходит к латинскому городищу, обнаруженному в ходе археологических раскопок. Городище имело форт, защищавший римские дороги на Сантарен и Эвору.
Столетия спустя, во время мусульманского вторжения на Пиренейский полуостров, через область прошли войска хаджиба Альманзора, о чем напоминает название реки Альмансор. Некоторые авторы утверждают, что здесь также существовали мусульманские укрепления.
Во время Реконкисты город Монтемор-у-Нову был захвачен португальскими войсками под командованием короля Саншу I (1185—1211). Стремясь привлечь жителей в город и укрепить его оборону, король даровал ему фуэрос в 1203 году. Считается, что строительство средневекового замка было начато на данном этапе.

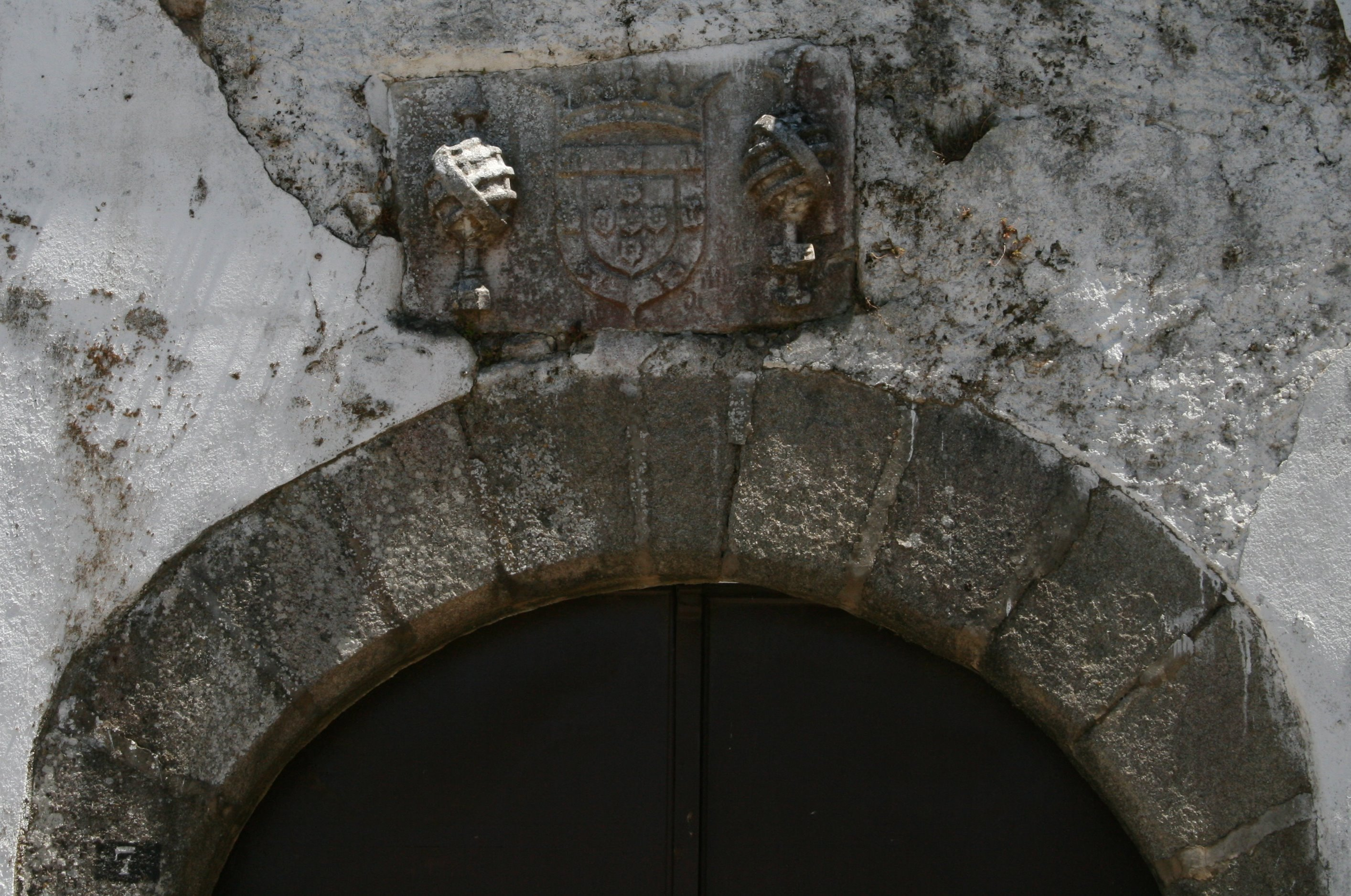
Герб короля Мануэля I над дверью в помещения стражи.

Во времена короля Диниша I (1279—1325) были предприняты меры по укреплению обороны города, в том числе строительство городской стены, завершенной в 1365 году.
На протяжении XV века замок претерпел немало ремонтных работ, проводимых, в частности, под руководством мастера Афонсу Мендеша де Оливейры. В XV—XVI веках город достиг своего наивысшего расцвета, что было связано не только с региональной торговлей, но и тем фактом, что Монтемор-у-Нову периодически был местом пребывания королевского двора, и здесь был проведен Кортес 1495 года, на котором король Мануэль I (1495—1521) принял решение приступить к открытию морского пути в Индию. 
Землетрясение 1755 года серьезно повредило замковые постройки, однако с ремонтом не торопились, что свидетельствует об утрате замком своего стратегического значения. 
Во время Пиренейских войн гарнизон замка стойко сопротивлялся наполеоновским войскам под командованием Жюно. Несколько лет спустя, во время португальской гражданской войны (1828—1834), здесь находился штаб либеральных войск под командованием маршала герцога Салданьи.
В 1929 году в одной из башен были проведены ремонтные работы, при этом были отмечены обрушения стен в нескольких частях замковых укреплений. Новые ремонтные работы состоялись в период между 1937 и 1945 годами, когда были реконструированы две секции обрушившихся стен.
5 января 1951 года замок был объявлен национальным памятником. Реконструкция стен и башен были возобновлены в 1960-е годы и продолжалась с перерывами в 1970-1980-е годы. Совсем недавно приступили к восстановлению башни Torre da Má Hora.

## Архитектура
Замок имеет неправильную треугольную планировку. Северная стена первоначально имела ворота - Porta de Évora, ныне они утрачены. В настоящее время доступ внутрь стен замка с севера осуществляется через трое других ворот - Porta da Vila, Porta de Santarém и Porta Nova.
К стене замка примыкают помещения стражи Casa da Guarda, со сводчатым потолком и арочными воротами, увенчанными гербом Мануэля I.
В западной части стены расположены ворота Porta do Bispo и Porta do Anjo, защищенные двумя квадратными башнями.
На востоке сохранились ворота Porta de Santiago и Porta do Sol.
Во внутреннем дворе замка сохранились останки цистерны и руины фасада бывшего дворца алькальда. У стены деревни находится церковь Святого Иоанна Крестителя, Церковь Сантьяго, монастырь Девы Марии и руины церкви Санта-Мария-ду-Бишпу.

## Галерея

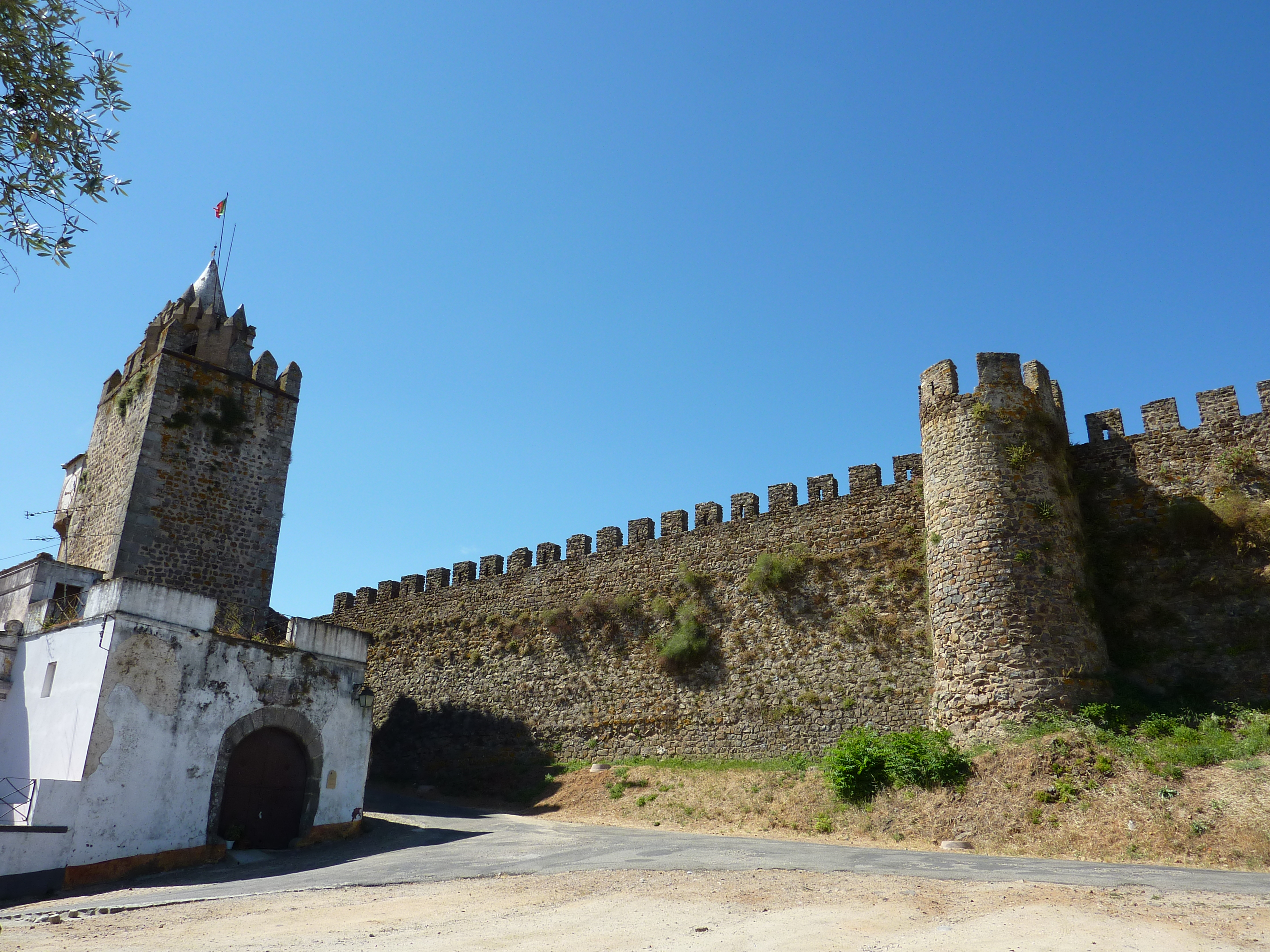
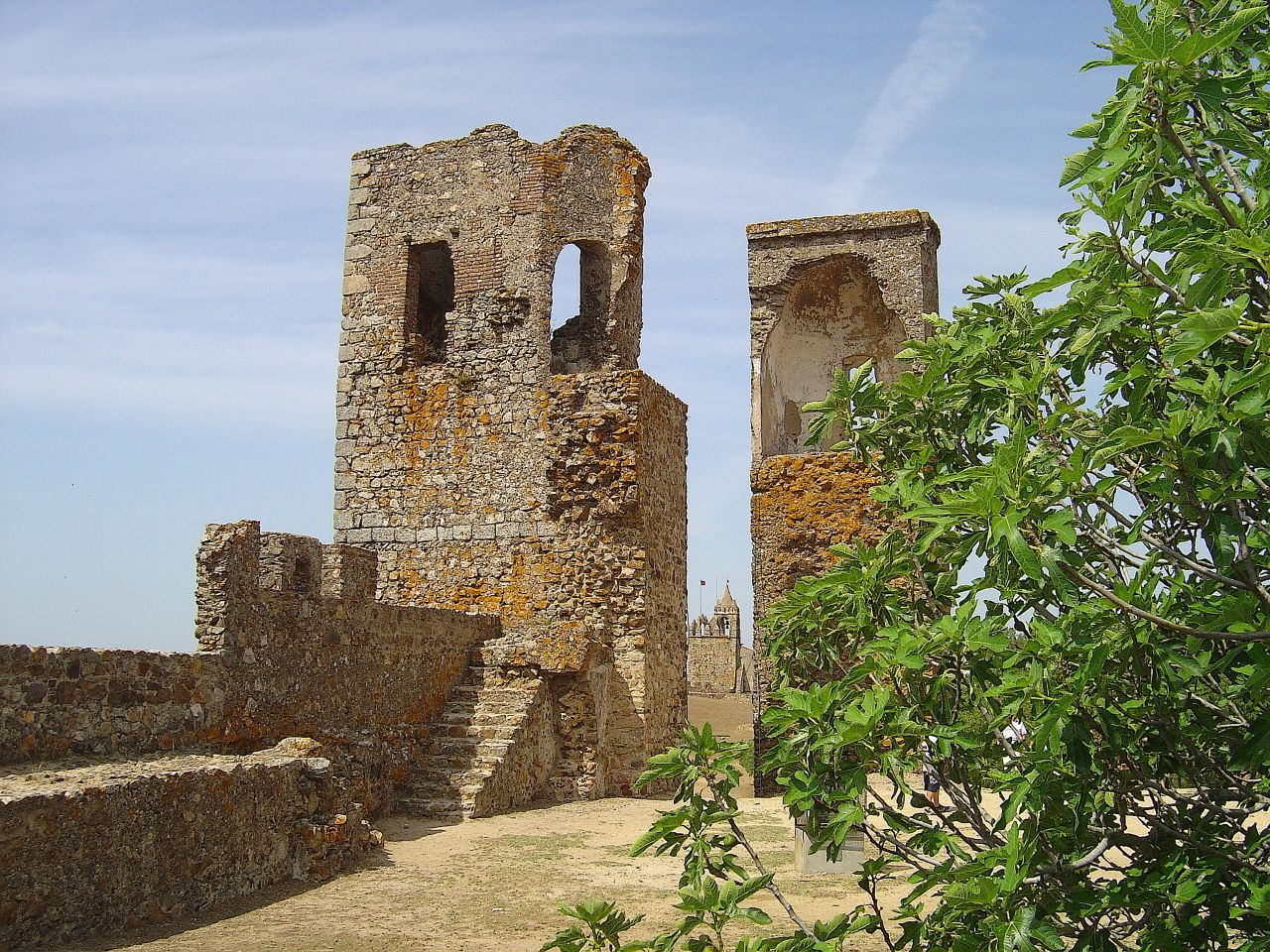
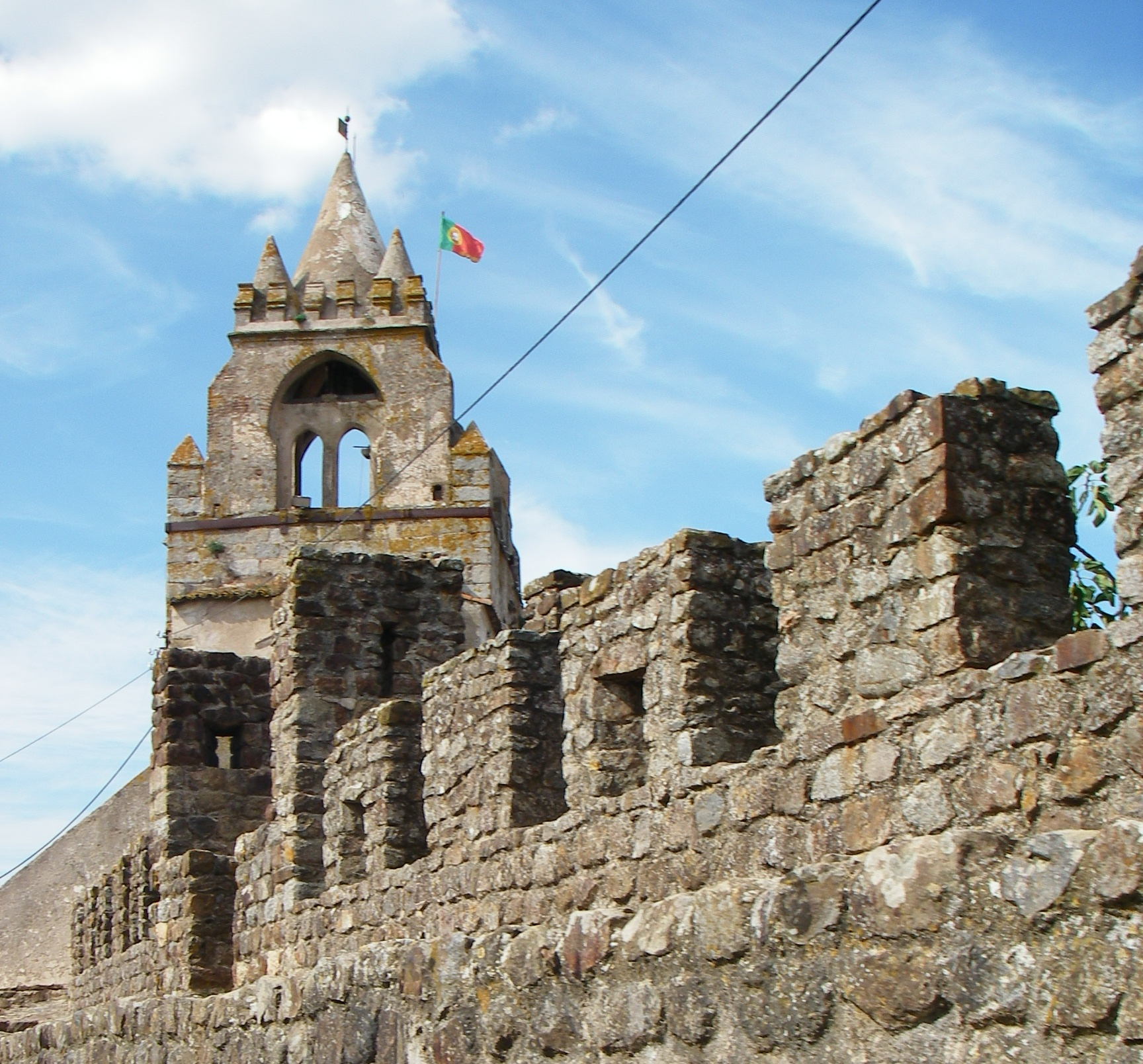
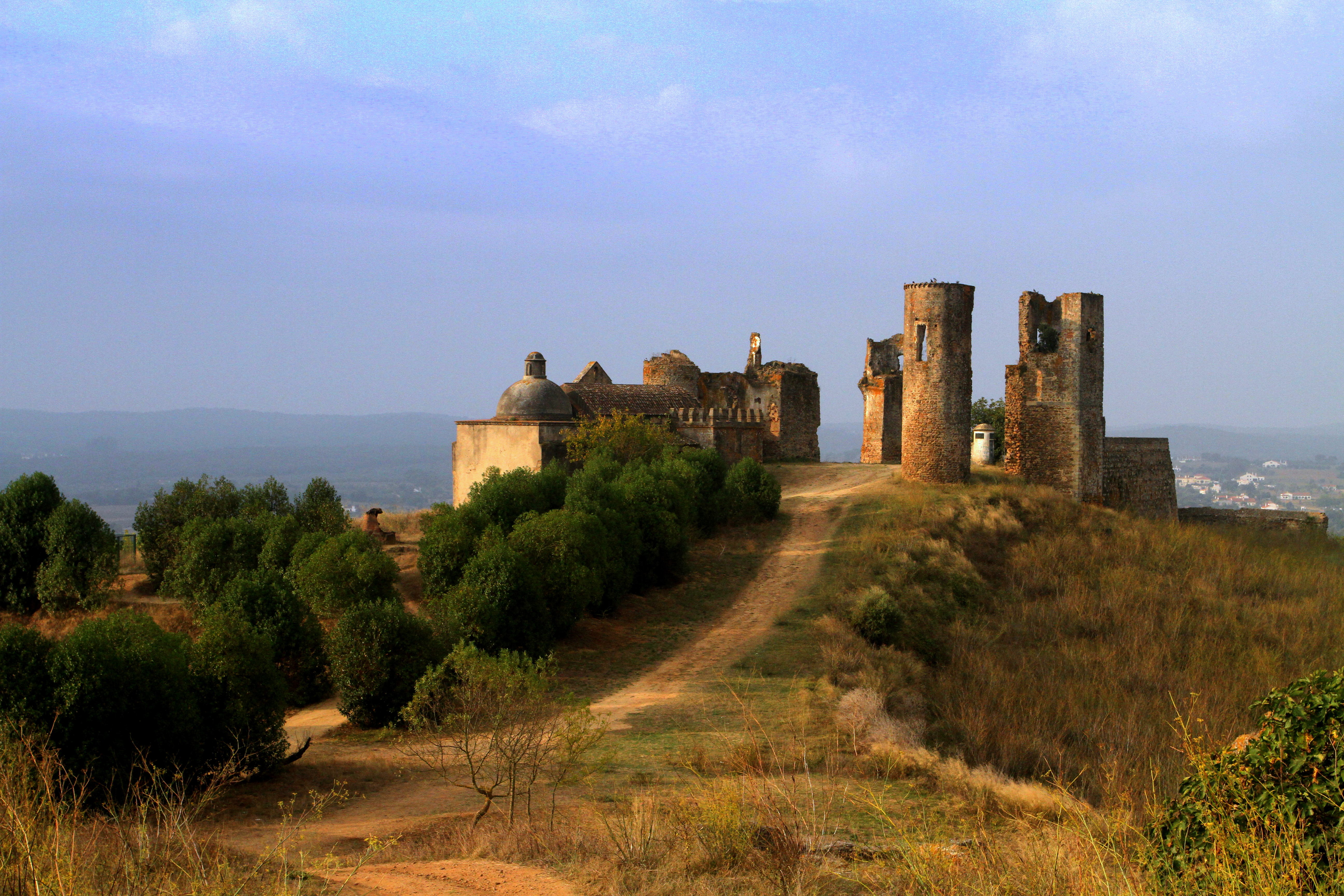